# Madama Butterfly (Erich Leinsdorf, 1957)
Madama Butterfly (Erich Leinsdorf, 1957) – kompletne, analogowe nagranie Madama Butterfly Giacoma Pucciniego zarejestrowane podczas sesji nagraniowych w czerwcu 1957 zorganizowanych w Operze Rzymskiej. Po raz pierwszy wydane rok później przez wydawnictwo RCA Victor Red Seal (obecnie Sony Music Entertainment).

## Wybrane wydania
| Rok  | Kraj                | Wydawnictwo         | Numer katalogowy | Uwagi                                          |
| ---- | ------------------- | ------------------- | ---------------- | ---------------------------------------------- |
| 1958 | USA, Kanada, Niemcy | RCA Victor Red Seal | LSC 6135         | stereofoniczne wydanie na 3 płytach winylowych |
| 1988 | USA                 | BMG Classics        | 4145-2-RG        | wydanie na 2 płytach kompaktowych              |